# بجاق بالا
بجاق بالا (به لاتین: Yuxarı Bucaq) منطقه‌ای مسکونی در جمهوری آذربایجان است که در شهرستان یولاخ واقع شده‌است.